# Royal Naval Hospital

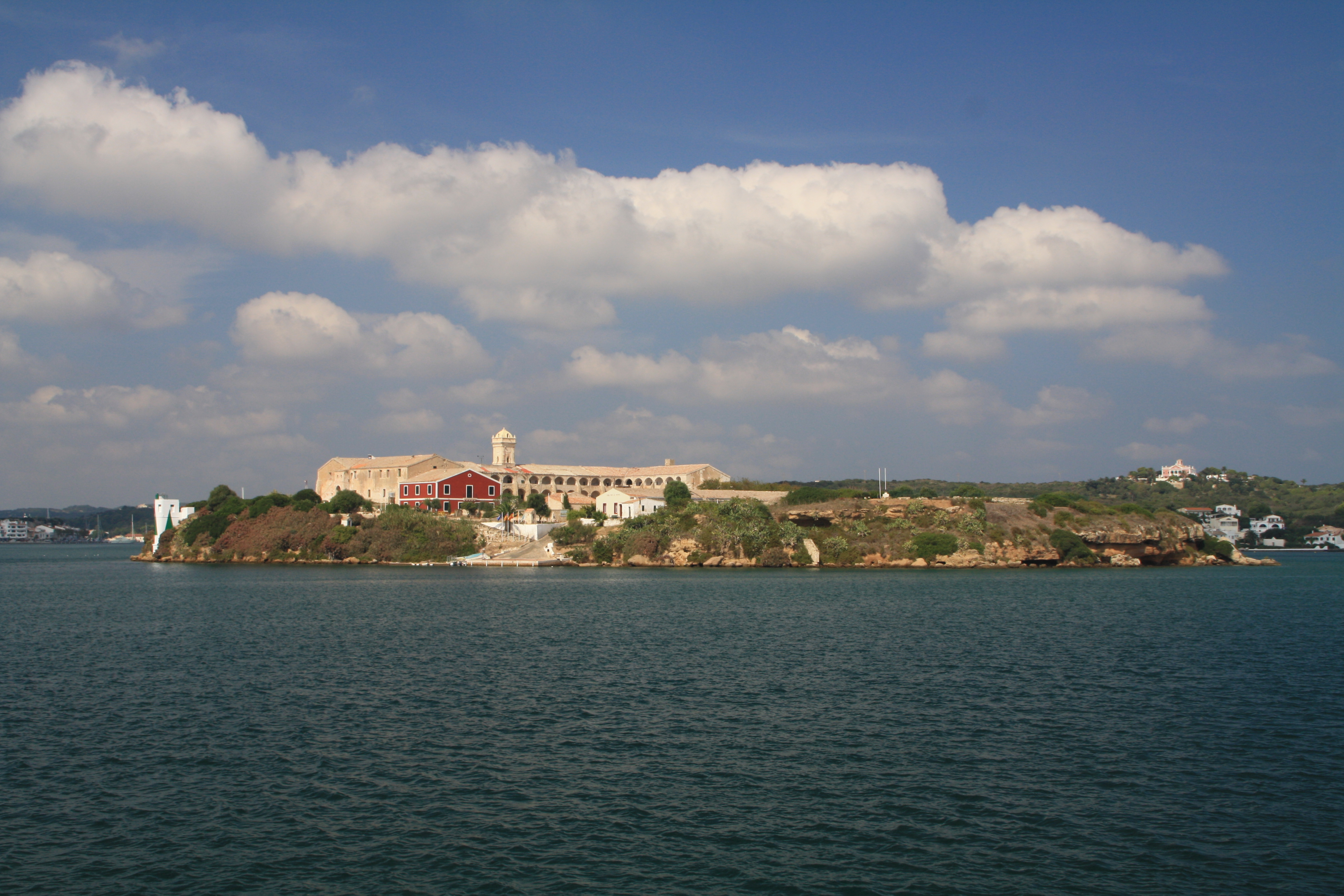
Le plus ancien complexe hospitalier de la RNH se trouve sur l'Illa del Rei, à Port Mahon, à Minorque (créé en 1711, reconstruit entre 1771 et 1776, restauré en 2011).

Un Royal Naval Hospital (RNH) était un hôpital géré par la Royal Navy britannique pour réaliser les soins et le traitement du personnel naval malade et blessé. Un réseau de ces établissements était disséminé à travers le monde pour répondre aux intérêts britanniques. Ils faisaient partie du Royal Naval Medical Service.
Aucun hôpital de la Marine royale n’est plus en activité, bien que certains soient devenus des hôpitaux civils.

## Début de l’histoire
Des chirurgiens avaient été nommés à titre individuel sur les navires de guerre depuis la période Tudor. Au cours du XVIIe siècle, la charge de ces praticiens a augmenté, car les équipages ont commencé à être exposés à des maladies inconnues lors de voyages en mer de plus en plus longs. La réponse proposée en 1664 fut la création de navires-hôpitaux pour accompagner la flotte dans des expéditions plus lointaines. Une autre mesure était la création d’hôpitaux temporaires à terre, tels que ceux brièvement mis en place pendant les guerres anglo-néerlandaises dans des endroits tels que Ipswich, Rochester, Harwich et Plymouth (ce dernier étant établi de façon permanente en 1689). Au tournant du XVIIIe siècle, des hôpitaux permanents étaient envisagés pour les bases outre-mer. L’un d’eux a été créé en Jamaïque par l’amiral John Benbow en 1701. D’autres suivront, tant en métropole qu’à l’étranger.

## Chef de l’hôpital de la Royal Navy
Les hôpitaux étaient généralement administrés par un gouverneur nommé par les organismes de réglementation chargés de fournir des services médicaux au personnel de la marine.

## Exemples
Les hôpitaux de la Royal Navy comprenaient :

### Au Royaume-Uni
RNH Great Yarmouth, construit 1809-11, architecte: William Pilkington.
- Ancien hôpital royal naval de Deal, dans le Kent.
- Royal Naval Hospital Haslar, Gosport. Il a été ouvert en 1753 sous le nom de Royal Hospital Haslar, puis renommé Royal Naval Hospital en 1954, et il est revenu au nom de Royal Hospital Haslar en tant que tri-Service Core Hospital en 1996. Géré dans le cadre du groupe Portsmouth Hospitals depuis 2004, il a fermé ses portes en 2009.
- Royal Naval Hospital, Stonehouse, Plymouth. Il a ouvert en 1760, fermé en 1995, et a été converti en appartements.
- Royal Naval Hospital Great Yarmouth. Il a ouvert en 1793 pour servir les navires mouillant dans Yarmouth Roads. Il fut relocalisé en 1815, et spécialisé dans les cas psychiatriques à partir de 1863. Transféré au National Health Service en 1958, il a été fermé et converti en appartements résidentiels en 1993.
- Royal Naval Hospital Deal, Kent. Il a ouvert en 1800 pour servir les navires de guerre ancrés dans Les Downs, il fut converti en baraquements des Royal Marines en 1863 et occupé par la Royal Naval (plus tard Royal Marine) School of Music de 1930 à 1996.
- Royal Naval Hospital Paignton. Il a ouvert en 1800 pour servir le mouillage naval de Tor Bay, et a fermé en 1816.
- Hôpital Melville, Chatham. Ouvert en 1828, il a été remplacé par RNH Chatham en 1905, converti en extension de caserne des Royal Marines, et démoli vers 1960.
- Royal Naval Hospital Chatham, Gillingham (Kent). Il a ouvert en 1905, en remplacement d’un établissement antérieur. Transféré au NHS en 1961, il est maintenant le Medway Maritime Hospital (NHS).
- Royal Naval Hospital, Haulbowline, Irlande. Il a commencé comme un hôpital temporaire en 1820[4] et fut établi de manière permanente en 1862[6]. Transféré avec le reste de l’arsenal naval au gouvernement irlandais en 1923.
- Royal Naval Hospital, Portland, Dorset. Il a ouvert en 1901, et fermé en 1957.
- Royal Naval Hospital, Pembroke Dock. Ouvert en 1902, il fut agrandi par la Royal Air Force pendant la Seconde Guerre mondiale. C’est maintenant le South Pembrokeshire Hospital.
- Hôpital naval de Butlaw, South Queensferry. Ce petit hôpital a ouvert vers 1910 pour servir le nouveau chantier naval royal à Rosyth. Agrandi pendant la Première Guerre mondiale, il a fermé en 1928.
- L’hôpital naval royal de Port Edgar a ouvert ses portes pendant la Seconde Guerre mondiale[7].

### Outre-mer
Des hôpitaux ont été établis à proximité de plusieurs des chantiers navals d’outre-mer, notamment :
Bâtiments de l’Hôpital royal de la Marine de 1821 à Port Royal, en Jamaïque; L’amiral Benbow avait établi le premier hôpital naval de l’île en 1701.
Quadrangle rendu rose de l’ancien hôpital naval de Gibraltar (1741).
- Royal Naval Hospital, Port Mahon, Minorque (1711). Construit sur l’Illa del Rei dans le port, il fut cédé à l’Espagne en 1782 mais est resté en usage par la suite jusqu’à environ 1960.
- Royal Naval Hospital, Port Royal, Jamaïque (1743). Reconstruit en 1755 et 1818, il a fermé en 1905.
- Old Naval Hospital, Gibraltar (1741). Il a fermé en 1922 et a ensuite servi de logements au personnel naval marié. Les bâtiments survivent après avoir été convertis en logements.
- Royal Naval Hospital Gibraltar (1963). Créé en tant qu’hôpital militaire en 1903, il a fermé en 2008.
- Royal Naval Hospital, Madras (1745). Il a fermé en 1790, mais un nouvel hôpital a ouvert en 1808. Il a fermé en 1831, et est devenu une usine d’affûts de canons[8].
- Royal Naval Hospital, English Harbour Antigua (1763). Détruit par un ouragan et reconstruit en 1783, il a fermé en 1825.
- Royal Naval Hospital, Halifax, Nouvelle-Écosse, Canada (1782). Reconstruit en 1863, il a fermé en 1911 et a été repris par le Collège naval royal du Canada.
- Royal Naval Hospital, Simon's Town, Cap de Bonne-Espérance (1813). Reconstruit sur un terrain plus élevé en 1899 (un téléphérique aérien a permis d’y accéder de 1904 à 1934), il a fermé en 1957. Les bâtiments sont actuellement utilisés par la musique de la marine sud-africaine[9].
- Royal Naval Hospital, Bermudes (1818). Fermé en 1957, il a été démoli en 1972, à l’exception du bloc zymotique (isolement) de 1899, qui est maintenant une maison de personnes âgées. En 1976, le plus grand décor sous-marin du monde, contenant une scène sonore d’épave submergée, a été construit sur le site du bâtiment principal démoli pendant le tournage du film Les Grands Fonds[10].
- Royal Naval Hospital, Georgetown, Île de l'Ascension (1831). Il reste utilisé comme hôpital civil.
- Royal Naval Hospital, Bighi, Malte (1832). Fermé en 1970.
- Royal Naval Hospital, Mtarfa, Malte (1970). Créé en tant qu’hôpital militaire en 1912, il a fermé en 1978.
- Royal Naval Hospital, Esquimalt, Colombie-Britannique, Canada (1855). Reconstruit en 1887-1891, il a fermé en 1922.
- Royal Naval Hospital, Trincomalee Garrison, Ceylan (aujourd’hui Sri Lanka) (1871).
- Royal Naval Hospital, Wan Chai, Hong Kong (1873). Détruit en 1941, le site est devenu le Ruttonjee Hospital.
- Nouvel hôpital naval (War Memorial Hospital) Hong Kong (1949). Fermé en 1959, le site a été repris par l’hôpital Matilda voisin.
- Royal Naval Hospital, Yokohama, Japon (1876). L’établissement hospitalier de Hong Kong déménageait régulièrement à Yokohama chaque été[4]. Il a été détruit lors du séisme du Kantō de 1923.

L’ancien petit hôpital de 1814 à Kingston Dockyard sert maintenant de résidence du commandant, Collège militaire royal du Canada.
D’autres hôpitaux navals ont été établis dans d’autres endroits d’outre-mer, généralement à proximité d’autres petits établissements navals, par exemple, des chantiers de charbonnage ou d’approvisionnement, y compris à Long Island, New York (1779), Terre-Neuve, Sainte-Lucie (1783), Kingston (Ontario), (1813-1814), la Barbade (1815), Fernando Poo, l’île Maurice et Weihaiwei.

### Royal Naval Auxiliary Hospitals
Pendant la Seconde Guerre mondiale, une vingtaine d'« hôpitaux auxiliaires de la Royal Navy » ont été établis dans divers endroits, en métropole et à l’étranger, sur une base temporaire.

### Royal Marine Infirmaries
Des infirmeries pour les Royal Marines ont été établies près du quartier général de la division à Chatham, Deal, Plymouth, Portsmouth et Woolwich, ainsi qu’une infirmerie distincte de la Royal Marine Artillery à Portsmouth.

### Greenwich
L’hôpital de Greenwich, qui était antérieur à tout ce qui précède, a été créé pour des motifs quelque peu différents, car il s’occupait des marins retraités plutôt que de ceux en service actif. Aussi appelé le Royal Hospital for Seamen à Greenwich, c’était un foyer pour les retraités de Greenwich, établi en 1692, et bien qu’il ait fermé à Greenwich en 1869, il existe toujours comme un organisme de bienfaisance. Ses bâtiments ont abrité le Royal Naval College de Greenwich entre 1873 et 1998 et ils sont maintenant ouverts au public sous le nom de Old Royal Naval College.